# Гибельный погост
«Гибельный погост» (фр. L’âtre périlleux) — французский анонимный рыцарский роман в стихах, обычно датируемый серединой XIII века. Примыкает к циклу романов о короле Артуре.

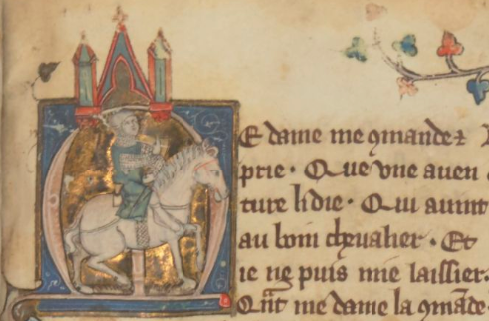
Миниатюра из рукописи романа (XIII век)

## Содержание
Книгу не без основания причисляют к предшественникам «чёрного», «готического» романа, в ней есть и воскресающие мертвецы, и разверзающиеся пропасти, и подымающиеся могильные плиты. В центре повествования — приключения Говена, порой загадочные и устрашающие. Герою приходится сражаться с нечистой силой на ночном кладбище посреди раскрывающихся могил и т. п. Среди Артурова рыцарства разносится печальная весть, что отважный Говен погиб; в действительности же он жив и невредим. Но он решает воспользоваться этой ложной вестью и отправляется на поиски приключений под именем Безымянного Рыцаря. Это позволяет ему победить трех рыцарей, каждый из которых похваляется тем, что именно он поразил насмерть славного Говена.

## Тема расчлененного тела
В одном замке Говену показывают якобы его собственную руку, отсеченную от его мертвого тела. Речь на самом деле идет об убитом рыцаре Куртуа де Юберлане. По мнению М.Н. Морозовой, «использование частей тела в качестве метафоры восходит к раннему средневековью, последовательно политизируется во времена Каролингов и, наконец, становится особенно распространенным в XIII в. В Гибельном погосте эта метафора не получает подробного развития; важна цельность тела, поэтому для восстановления гармонии необходимо соединить отдельные части воедино».